# فولکو
فولِکو (به لاتین: Fuleco) نام نماد رسمی جام جهانی فوتبال ۲۰۱۴ است. فولکو ششمین حیوانی است که به عنوان نماد بازی‌های جام جهانی فوتبال برگزیده می‌شود.

## انتخاب نماد
فولکو با الهام از آرمادیلو طراحی شده است. آرمادیلو یکی از گونه‌های جانوری به شدت نادر و در معرض خطر انقراض است. معنی لغوی آن به اسپانیایی زره‌دار کوچک است، آرمادیلو پستاندار بچه‌زای کوچک و نادری است که به خاطر پوسته سخت بدنش آن را به این نام می‌خوانند.
این نماد نماینده برزیل، طبیعت، دوستی و لذت فوتبال است. فیفا امیدوار است با انتخاب آرمادیو به عنوان نماد مسابقات جام جهانی در برزیل، آگاهی عمومی نسبت به مشکلات زیست‌محیطی را افزایش دهد.

## نام‌گذاری
نام فولکو از میان سه واژه پیشنهادی شامل آمیوبی (تلفیق دوستی و شور)، زوزه‌کو (تلفیق آبی و زیست‌بوم) و خود فولکو با رای مثبت بیش از ۱٫۷ میلیون طرفدار فوتبال برگزیده شده است. واژه فولکو (Fuleco) در واقع از ترکیب دو واژه «futebol» (فوتبال) و «ecologia» (بوم‌شناسی) در زبان پرتغالی گرفته شده است.
، نام فولکو ۴۸ درصد از آرا را کسب کرد و به عنوان نام این نماد برگزیده شد که در آن رنگ‌های زرد، سبز و آبی (رنگ‌های پرچم برزیل) برجسته است.